# Sogut
Sogut (tur. Söğüt) je grad u Turskoj, u provinciji Biledžik. Prema istoriji, Sogut se smatra za rodno mesto Osmana I, i za prvu prestonicu Osmanskog carstva.

## Istorija
Sogut je bio seldžučki posed u zapadnoj Anadoliji, koji je kasnije postao prva prestonica Osmanske države. Ertugrul, otac Osmana I, je dobio Sogut od ikonijskog sultana, gde se kasnije rodio Osman, najmlađi Ertugrulov sin i osnivač Osmanske imperije. Od 1299-1326, Sogut je služio kao prestonica Osmanove države.